# San José del Peñasco
San José del Peñasco es una localidad del estado mexicano de Oaxaca. Es cabecera del municipio de San José del Peñasco.

## Demografía
| Censo | Población |
| ----- | --------- |
| 1900  | 409       |
| 1910  | 499       |
| 1921  | 459       |
| 1930  | 546       |
| 1940  | 626       |
| 1950  | 753       |
| 1960  | 448       |
| 1970  | 422       |
| 1980  | 618       |
| 1990  | 722       |
| 1995  | 603       |
| 2000  | 762       |
| 2005  | 706       |
| 2010  | 805       |
| 2020  | 713       |